# Grzegorz Grajewski
Grzegorz Bogusław Grajewski – polski historyk sztuki, kierownik Regionalnego Ośrodka Badań i Dokumentacji Zabytków we Wrocławiu.
Z jego inicjatywy Hala Stulecia (Hala Ludowa) we Wrocławiu została wpisana przez UNESCO na Listę Światowego Dziedzictwa Kultury.
21 kwietnia 2006, w Sali Wielkiej wrocławskiego Ratusza, podczas centralnych uroczystości z okazji Międzynarodowego Dnia Ochrony Zabytków, otrzymał nadany 12 kwietnia 2006 roku przez ministra kultury i dziedzictwa narodowego Kazimierza Michała Ujazdowskiego Brązowy Medal „Zasłużony Kulturze Gloria Artis”. W 2024 został laureatem Nagrody im. Profesora Jana Zachwatowicza przyznawanej za wybitne osiągnięcia w dziedzinie badań i ochrony zabytków oraz dziedzictwa kulturowego.
W 2010 otrzymał Federalny Krzyż Zasługi Orderu Zasługi Republiki Federalnej Niemiec.